# O Último Filho
O Último Filho (em inglês:  Last Son) é um arco de história publicado entre 2006 e 2008 pela DC Comics, uma empresa ligada ao grupo Time-Warner. Escrita por Geoff Johns e Richard Donner e desenhada por Adam Kubert, a história foi publicada em cinco partes - as quatro primeiras nas edições 844, 845, 846 e 851 da revista Action Comics e a conclusão em Action Comics Annual #11. Na trama, Superman tem que lidar com uma criança kryptoniana descoberta na Terra - e enfrentar o pai do menino, um militar kryptoniano chamado Zod.
A história faz parte de uma série que Johns produziria entre 2006 e 2009 na qual, ao mesmo tempo que dava continuidade à história de Superman, caracterizando-o como alguém que já atuava como super-herói há mais de uma década, incluía referências inéditas aos primeiros anos de sua vida, reincorporando ao cânone elementos da mitologia do personagem que haviam sido eliminados por outros escritores anteriormente.

## Antecedentes e contexto
Superman surgiu na década de 1930, mas foi a partir da metade final da década de 1950 que muitos dos elementos mais fantásticos comumente associados ao personagem foram introduzidos em sua mitologia. Naquela época, o editor responsável pelas histórias era Mort Weisinger, e ele tinha como hábito conversar com as crianças que liam as revistas do personagem para perguntá-las o que gostariam de ver nas próximas edições - é desse relacionamento que teriam surgido personagens como a Supergirl e Krypto, o Super-Cão e locais como a cidade engarrafada de Kandor e a Fortaleza da Solidão. Embora populares dentre as crianças, muitos desses conceitos eram vistos como excessivamente infantis por alguns dos leitores mais velhos.
Seguido a uma expressiva queda nas vendas durante a década de 1970 e a primeira metade da década de 1980, o editor Andrew Helfer recebeu da DC Comics a incumbência de escolher os escritores que trabalhariam nas revistas de Superman após a conclusão do evento Crise nas Infinitas Terras. Para as revistas de Superman, o crossover representaria o término de toda a continuidade estabelecida desde 1938. Essa reformulação, promovida a partir de 1986, realizou profundas modificações em toda a mitologia do personagem a partir de 1986. O vilão Lex Luthor, por exemplo, deixou de ser caracterizado como um "cientista louco" e passou a ser apresentados nas histórias como um empresário corrupto dono de diversas empresas na cidade de Metrópolis. A heroína Supergirl, por sua vez, foi completamente ignorada pela nova continuidade uma vez que a intenção era determinar que Superman era o único sobrevivente da destruição do planeta Krypton. No processo, uma nova origem e caracterização para Superman foi elaborada a partir da minissérie The Man of Steel e das histórias publicadas entre 1986 e 1988.
Embora alguns historiadores e jornalistas defendam que desde a reformulação promovida em 1986 Superman não era mais costumeiramente caracterizado como um herói inspirador, são as histórias publicadas na década de 1990, particularmente após a morte do personagem, aquelas apontadas como as em que o herói era mostrado mais como alguém cheio de dúvidas do que como o ícone que deveria ser. Uma série de eventos publicados entre 2003 e 2005 culminaria na publicação de Crise Infinita, um crossover planejado não apenas como uma homenagem à história Crise nas Infinitas Terras, que naquele ano completaria vinte anos, mas como uma análise do valor, não apenas dos três principais heróis da DC Comics - Superman, Batman e Mulher-Maravilha - mas de todo o Universo DC, que havia se tornado algo excessivamente sombrio e dramático em comparação ao que era antes de 1986. Superman foi alvo de algumas das maiores "críticas" do evento. Em texto publicado em seu blog, Alan Kistler aponta que, no início de Crise Infinita, Batman é usado como veículo para questionar o que Superman havia se tornado nos últimos anos, alguém que "tentava demais se identificar com a humanidade, esquecendo do seu poder e do seu papel". Eventualmente Superman perceberia que o colega estava certo, e durante o evento, voltou a se apresentar novamente como um líder, alguém que inspira confiança naqueles que o seguem e renova as esperanças daqueles que dele precisam.

## História

### Produção e publicação
| |  |  |
| Geoff Johns (esquerda) escreveu uma série de histórias significativas para a revista Action Comics a partir da segunda metade da década de 2000 - O Último Filho foi uma das que foram produzidas em conjunto com o cineasta Richard Donner (direita). |  |  |

Em 2006 Geoff Johns, o responsável por Crise Infinita, foi anunciado como o escritor que assumiria o cargo de roteirista da revista Action Comics. Ao seu lado, inicialmente, estaria Kurt Busiek, que havia assinado um contrato de exclusividade com a editora no final de 2005, e fazer parte da nova equipe criativa responsável pelas histórias de Superman foi uma das razões que o fez aceitar a proposta. Up, Up and Away! foi a primeira de uma série de histórias que a dupla produziria nos anos seguintes para, ao mesmo tempo que davam continuidade à história de Superman, incluir referências inéditas aos primeiros anos de sua vida.
Inicialmente Up, Up and Away! terminaria em junho de 2006 e seria sucedida por duas histórias diferentes: em Superman seria publicada uma história escrita por Busiek e desenhada por Carlos Pacheco e Jesus Merino, e em Action Comics seria publicada outra história, esta escrita por Johns em parceria com o cineasta Richard Donner e desenhada por Adam Kubert. Em julho daquele ano, entretanto, apenas a história de Busiek, A Queda de Camelot, seria publicada conforme o cronograma original. A partir de Action Comics #841 foi publicada a história Back in Action, elaborada por Busiek como uma continuação imediata à Up, Up and Away!.
O colunista Rich Johnston apontaria o surgimento de rumores acerca da participação de Donner e Johns nos roteiros da revista em fevereiro de 2006. Em junho de 2006, um texto no site WizardUniverse apontaria Adam Kubert como "o desenhista da edição de outubro da revista Action Comics com Geoff Johns e Richard Donner". Horas após ter sido publicado, o texto foi alterado para suprimir a referência à revista, o que Johnston veria como um "descuido" que serviria de "confirmação" ao rumor. A confirmação oficial viria no mês seguinte, durante a San Diego Comic-Con. Na convenção, a DC Comics anunciaria que Donner e Johns trabalhariam juntos numa série de histórias que começariam a ser publicadas a partir de outubro daquele ano. Logo após o anúncio, detalhes sobre a trama surgiriam. Last Son seria anunciado da seguinte forma: "o conto de uma pequena criança do planeta Krypton, enviada à Terra por seus pais e dotado de poderes inimagináveis, o potencial futuro do garoto é ilimitado. Até que o Super-Homem o encontra!"
Em outubro, enfim, começariam as ser publicadas as histórias escritas por Johns e Donner. A primeira edição da trama, Action Comics #844, foi lançada em duas versões: uma versão "tradicional", com uma capa desenhada pelo próprio Adam Kubert, e uma versão "de incentivo", produzida com uma capa alternativa, desenhada pelo irmão de Adam, Andy. Um exemplar dessa versão era entregue às lojas a cada dez exemplares da versão tradicional que fossem encomendados. A participação de Donner foi citada como um fator determinante para que pessoas que até então não haviam lido a revista a comprassem e a história também traria uma série de referências ao filme de 1978 e sua continuação.

### Atrasos e "Intermezzo" emAction Comics#847

Action Comics #847 foi publicada com uma história diferente do originalmente planejado por causa dos atrasos na produção de Last Son.

Em agosto de 2006, antes do início da publicação da trama, Kubert declararia estar terminando de desenhar "uma capa com [o vilão] Bizarro nela" e Johns revelaria numa convenção o seu desejo de fazer com que a quarta edição da trama fosse em 3-D. A primeira edição da trama, Action Comics #844, se esgotou rapidamente, e as duas edições seguintes estavam previstas para novembro e dezembro de 2006, respectivamente.
No início de dezembro a editora anunciaria que Action Comics #847, a ser publicada no mês seguinte, não mais traria a quarta parte da trama, mas uma história diferente, com a continuação da trama sendo remanejada para a edição #848, então anunciada para março. A nova história, intitulada "Intermezzo", fora escrita por Dwayne McDuffie e desenhada por Renato Guedes, mostrando a reação dos pais de Superman aos acontecimentos de Last Son. Produzida diante da necessidade de conter os atrasos da revista, a edição foi bem-recebida pela crítica, por mais que se apontasse que era preferível a continuação do trabalho de Johns e Donner.
Em fevereiro de 2007, novas mudanças são anunciadas: a quarta parte da trama, inicialmente prevista para janeiro e posteriormente reagendada para março, é novamente adiada. Action Comics #848 não mais traria a continuação, mas sim a primeira parte de uma trama que continuaria na edição #849 e Action Comics #850 traria uma história comemorativa escrita por Johns, Busiek e Fabian Nicieza, tratando do relacionamento entre Superman e a Supergirl, além de prévias das histórias planejadas para o ano de 2007 nas revistas do personagem. Em uma postagem no fórum de discussão do site "Newsarama", o próprio Johns esclareceria que os atrasos não se davam em razão de Donner, negando que a agenda do cineasta em Hollywood estaria atrasando os roteiros. Pedindo desculpas pelos atrasos, ele declararia que Kubert está demorando muito mais do que o esperado para concluir seu trabalho Em outra postagem no mesmo site, Johns esclareceria que apenas a conversão da arte da quarta parte da história para o formato 3-D teria levado seis semanas.
Somente em junho de 2007, em Action Comics #851, que a continuação de Last Son seria publicada. A edição foi convertida para o formato 3-D pelo ilustrador Ray Zone, em um de seus últimos trabalhos com quadrinhos antes de falecer e inicialmente o cronograma de publicação anunciado previa a conclusão da história em agosto daquele ano: as edições 851, 852 e 853 teriam os três capítulos restantes da trama. À época, foi anunciado a publicação de um Action Comics Annual em 2008 e também que Kubert não seria o desenhista de "Escape from the Bizarro World", a história seguinte a ser produzida por Johns e Donner, mas sim o artista Eric Powell. A publicação dessa segunda trama começaria em Action Comics #854 e em uma postagem no site "Newsarama" Johns afirmaria que ele e Donner já planejavam após dessa segunda trama a produção de outras três histórias: The Prison that Held Doomsday, The Auspicious Autobiography of the Toyman e The Madness of Mr. Mxyzptlk.
Em abril de 2007, Johns anunciaria em sua página pessoal no MySpace que "Escape from the Bizarro World" teria apenas três partes, e seria a última história produzida ao lado de Donner, mas que continuaria sendo sozinho o roteirista da revista, ao lado de um novo desenhista. Sobre Last Son, explicou que o cronograma de publicação havia sido novamente alterado, e os dois últimos capítulos seriam publicados em Action Comics Annual, no ano seguinte.
Embora elogiadas pela crítica, as duas histórias decorrentes da parceria entre Johns e Dooner ficariam conhecidas por seus lançamentos irregulares e atrasos por parte dos desenhistas Adam Kubert e Eric Powell. Das duas, a que receberia mais atenção da mídia seria justamente a primeira, Last Son: quase dois anos foram necessários para que as cinco edições que completavam a história fossem publicadas. Kubert somente concluiria a arte da última história em março de 2008. O editor-chefe da DC Comics apontaria os atrasos no cronograma de publicação como uma quebra do compromisso com os leitores, e que não pretendia permitir que situações semelhantes acontecessem novamente.
Em maio de 2007 foi anunciado que o novo desenhista de Action Comics seria o britânico Gary Frank e no mês seguinte, foram anunciadas mudanças também no cronograma de publicação da história de Powell: a história "tapa-buraco" produzida por Kurt Busiek e Brad Walker para as edições 852 e 853 de Action Comics se estenderia até a edição 854 e seria protagonizada por Jimmy Olsen. Em Action Comics #855 começou a publicação de "Escape from the Bizarro World" e em Action Comics #858 começou a publicação de Superman and the Legion of Super-Heroes, escrita por Johns e desenhada por Gary Frank.
Escape from the Bizarro World desenvolveria o conceito do super-vilão Bizarro, conforme apresentado por Johns, estabelecendo-o não como uma simples versão "ao contrário" de Superman, mas sim uma versão distorcida. Powell afirmaria em entrevista: "Quis retratá-lo como um Superman Frankenstein. Não malvado de verdade. Simples e incompreendido". As três edições apresentaram uma trama sombria, mas com momentos de humor e um Bizarro "surpreendentemente humanizado". Em entrevista, Johns se declarou fã do trabalho de Powell, que foi procurado pela DC Comics para ilustrar as três edições, apresentando o Mundo Bizarro - que seria povoado por versões "bizarras" de outros super-heróis da editora. O pai adotivo de Superman, Jonathan Kent, tem um papel central na história, continuando uma temática estabelecida por Johns em Last Son de abordar as relações entre pais e filhos e a própria "humanidade" do herói alienígena nas suas histórias.
Superman and the Legion of Super-Heroes, por sua vez, passou por um detalhado processo de criação, em que Johns e Frank chegaram a discutir como seria a vegetação e a arquitetura do planeta Terra no século 31, e foi elaborada tanto como uma continuação à outra história de Johns, The Lightning Saga, como uma história que pudesse ser lida de forma independente, com o propósito de "introduzir a Legião para as pessoas que nunca ouviram falar do grupo, e como ela é vista aos olhos do Superman", segundo Johns.
Em Superman and the Legion of Super-Heroes são apresentados ainda novos vilões, pois Johns não queria utilizar vilões "típicos" de história de Superman ou da Legião de Super-Heróis, como Brainiac e o Quinteto Mortal. Antes da publicação da história, Johns declarou em entrevista que pretendia continuar a parceira com Donner nos roteiros da revista, e que a dupla ainda pretendia contar uma história com o personagem Mister Mxyzptlk após Superman and the Legion of Super-Heroes - planos que não se concretizariam, pois a agenda de Donner só o permitiu colaborar até a conclusão de Escape from the Bizarro World e Last Son.

### A Fortaleza da Solidão, Krypton eSuperman - The Movie

Superman conversa com uma projeção holográfica de seu pai Jor-El no interior da Fortaleza da Solidão.
Arte de Adam Kubert para Action Comics #844.

Johns é notoriamente um fã de Superman - The Movie, e o amor pelos elementos desse filme foram determinantes para a apresentação dos cenários e das caracterizações em Last Son, levantando certas semelhanças com o filme de 2006, Superman Returns. A Fortaleza da Solidão assemelha-se à apresentada no filme clássico, e os cristais são um elemento igualmente importante.
A cultura e a tecnologia kryptoniana apresentadas na trama e nas demais histórias produzidas após Crise Infinita foram inspiradas no filme de 1978. O propósito de Johns era incluir na mitologia das histórias em quadrinhos elementos do filme, não apenas em termos visuais, mas também na escolha dos vilões principais: Zod, Ursa e Non.
Embora Zod já tivesse protagonizado diferentes histórias, a inclusão de Non e Ursa era inédita nas revistas de Superman, e os personagens foram escolhidos para que a origem dos criminosos da Zona Fantasma se assemelhasse à trama apresentada no cinema. As homenagens ao filme incluiriam o personagem Chris Kent, criado para a história. Seu nome kryptoniano era "Lor-Zod", mas após ser adotado por Lois Lane e Clark Kent, passaria a se chamar "Christopher", uma referência intencional ao ator Christopher Reeve, intérprete de Superman.
Sintetizou Eduardo Nasi, do site brasileiro Universo HQ: "Para tocar o coração dos fãs, Johns e Donner escolhem atacar com o mais baixo dos golpes: a nostalgia. Com uma ou outra alteração, é como se o leitor estivesse apreciando uma versão repaginada de Superman II, com direito a uma nova luta de kryptonianos nos céus de Metrópolis. Até as alterações remetem aos longas-metragens do herói: o nome do molequinho de Krypton é Christopher, na cola do galã Christopher Reeve, que vestiu a capa vermelha nos filmes. O golpe é baixo, sim. Mas eficaz. Por si só, a história nem chega a ser monumental. Só que funciona, principalmente porque é calcada justamente no Superman que muita gente aprendeu a reconhecer como a verdadeira encarnação do Homem de Aço".

### Action Comics Annual#10, Mon-El, Bizarro e a "Era de Prata"
| |  |  |
| A nova versão do vilão Bizarro foi destaque na capa de Action Comics #845 (à direita). Mon-El protagonizou "Quem É o Irmão Mais Velho de Clark Kent?", a principal história de Action Comics Annual #10, onde também foi apresentado o novo "Mundo Bizarro" |  |  |

A partir de Last Son e Escape from the Bizarro World Johns e Donner introduziriam novamente na mitologia do personagens diversos elementos da continuidade "pré-crise", em particular do período correspondente à "Era de Prata", que haviam sido abandonados após 1986.
Segundo Johns, Bizarro "é como Frankenstein. Alguém que está desorientado e cujas intenções são perturbadoras. Bizarro é definitivamente uma ameaça. Ele é perigoso, e é assim que o Super-Homem o enxerga. Não como um personagem divertido ou engraçado. Há muita tristeza nele também. Ele não sabe se comunicar, não entende o modo como as pessoas reagem a ele e o porquê". A versão apresentada mora no "Mundo Bizarro", um local "assustador e sombrio" e surge logo na segunda história da trama.
Na revista Action Comics Annual #10, Johns publicaria uma história principal e uma série de histórias curtas, todas relacionadas aos personagens envolvidos na saga. Outro personagem que é reintroduzido na mitologia moderna de Superman durante a trama é o alienígena Mon-El. Em Action Comics Annual #10, Mon-El protagoniza a principal história e tem uma nova versão da sua origem publicada, apresentando-o na continuidade estabelecida após Crise Infinita como um amigo de infância de Clark Kent. A história, "Quem É o Irmão Mais Velho de Clark Kent?", tem arte de Eric Wright e Lee Loughridge, e apresenta Mon-El como um alienígena que surge na cidade de Smallville, e acaba ficando amigo de um jovem Clark Kent, muito antes dele se tornar Superman. Durante a estadia dele na casa dos Kent, Mon-El acabaria sofrendo um envenenamento por chumbo, e a solução encontrada para preservar sua vida é enviá-lo para a Zona Fantasma, onde o tempo não correria, impedindo o avanço da doença, até que fosse possível encontrar uma cura para sua fisiologia alienígena.
Em Action Comics Annual #10 foram publicadas ainda outras quatro histórias escritas por Donner e Johns: "As Muitas Mortes do Superman", desenhada por Art Adams, restabelecendo as motivações do ódio de Lex Luthor por Superman; "Mistério Sob o Céu Azul", desenhada por Joe Kubert, apresentando a existência do "Mundo Bizarro"; "As Formas Mais Mortais da Kryptonita", desenhada por Gary Frank, apresentando as diferentes formas de kryptonita e reformulando o personagem Metallo; e "Os Criminosos de Krypton", desenhada por Rags Morales, apresentando a origem dos vilões da trama: Zod, Ursa e Non foram condenados ao exílio na Zona Fantasma por terem provocado uma insurreição contra o Conselho Científico de Krypton, que não dava ouvidos aos avisos de Jor-El sobre a destruição do planeta. Além das histórias, foram publicadas ainda dois quadros especiais: um apresentando uma lista dos dez maiores inimigos de Superman, e outro detalhando a nova Fortaleza da Solidão.

## Enredo
O enredo transcorre da seguinte forma:
Superman, na sua identidade secreta de "Clark Kent", está com Jimmy Olsen dentro da sala de Perry White no Planeta Diário, quando percebe-se o pânico da população com um estranho meteoro, prestes a cair na cidade. Kent consegue despistar seus colegas e, como Superman, consegue impedir um desastre. Ao parar o "meteoro", descobre tratar-se na verdade de uma nave carregando uma criança de aproximadamente seis anos. Quando o garoto consegue carregar um armário de metal que pesava mais de cem quilos e começa a falar em kryptonês, Superman e o Sargento Steel do Departamento de Assuntos Meta-Humanos, começam a suspeitar que a criança tinha origem kryptoniana. Quando testes confirmam que o garoto era mesmo kryptoniano, o governo decide secretamente transportá-lo para uma instalação. Irritado, Superman se disfarça e ataca o comboio que transportava o garoto, levando-o para a fazenda da família Kent em Smallville, onde conversa com seus pais adotivos, Jonathan e Martha, sobre seu plano: adotar a criança com Lois.
Quando Lois se mostra receosa, Superman decide convocar uma coletiva de imprensa para divulgar ao mundo que o garoto ficaria sob a guarda do Departamento de Assuntos Meta-Humanos. Durante o evento, o vilão Bizarro, comandado por Lex Luthor, tenta sequestrar o menino, e uma intensa batalha acontece. Após a luta, Lois Lane decide tentar criar a criança, a quem decidem chamar de "Christopher".
Três naves similares a que trouxe "Chris" à Terra aterrissam nas proximidades da Fortaleza da Solidão, trazendo três criminosos da Zona Fantasma: o General Zod, Ursa e Non. Quando Lois e Clark estão levando Chris para o Planeta Diário, eles são atacados pelos criminosos, que tomam a criança, cujo nome verdadeiro é Lor-Zod, filha de Zod e Ursa. Dezenas de naves aterrissam em Metropólis, revelando vários criminosos kryptonianos, e Superman e aprisionado na Zona Fantasma, onde testemunha a invasão do exército de Zod, incapaz de intervir. Com a ajuda de Mon-El, Superman consegue escapar da prisão em que se encontrava, e, voltando à Terra, procura Lex Luthor.
Luthor possuía um arsenal de armas capazes de atingir Superman - e, consequentemente, capazes de vencer os invasores kryptonianos. Junto do "Esquadrão Vingador" formado por Luthor e pelos vilões Parasita, Metallo e Bizarro, Superman vai até Metropólis. Enquanto os vilões matam alguns soldados de Zod, Superman consegue libertar a Liga da Justiça, e Luthor descobre uma forma de reverter o processo que trouxe os kryptonianos para fora da Zona Fantasma.
Quando Luthor consegue ativar o processo que reverteria os foguetes das naves, todos que estiveram em contato com a Zona Fantasma, inclusive Superman, são puxados de volta, até que Chris percebe que é ele quem está mantendo o portal aberto. Para fechá-lo, ele voa em direção à Zona Fantasma, novamente se aprisionando. Superman é incapaz de impedir Chris, e acaba ficando na Terra.

## Principais personagens
Participam da história:

Superman e o Esquadrão Vingador de Luthor.
Arte de Adam Kubert para Action Comics #851.

- Clark Kent / Superman é o protagonista.
- Lor-Zod / "Chris Kent", o garoto kryptoniano encontrado por Superman, filho do General Zod;
- A esposa de Clark, a também repórter Lois Lane;
- Jonathan e Martha Kent, os pais adotivos de Superman, além de protagonizaram Action Comics #847, fazem uma pequena participação no início da história, conversando com Clark e Lois sobre a possibilidade de adotarem "Chris";
- Zod, o general kryptoniano aprisionado na "Zona Fantasma" ao lado de Ursa e Non, e jura vingança contra a família El. Na história, ele liberta a si e ao seu exército, invadindo Metropólis;
- Mon-El, o "único inocente aprisionado na Zona Fantasma", segundo Superman. O daxamita permanece no local para impedir o avanço de um envenenamento por chumbo;
- O Esquadrão Vingador de Luthor é formado pelo próprio Lex Luthor para enfrentar a invasão kryptoniano. Juntam-se a Luthor e Superman os vilões Metallo, Bizarro e Parasita;
- Perry White e o staff do Planeta Diário: White é o editor-chefe do jornal, e já se acostumou com o errático Clark Kent. Tanto ele quanto os demais membros do Planeta Diário, incluindo o fotojornalista Jimmy Olsen fazem apenas pequenas participações;
- O Sargento Steel, diretor do Departamento de Assuntos Meta-humanos. É o responsável pela guarda do garoto kryptoniano até Superman tomá-lo;

## Lançamento e repercussão

### Vendas

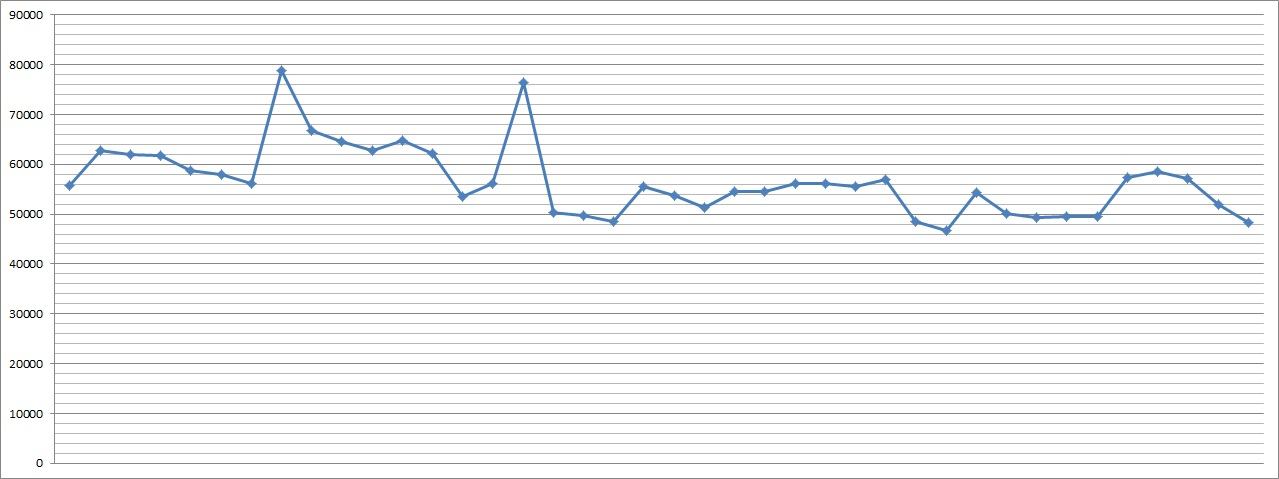
Vendas da revistas Action Comics durante o período em que Geoff Johns esteve envolvido, entre 2006 e 2009.

Apesar dos atrasos, a trama foi um sucesso de vendas: a tiragem das duas primeiras edições se esgotou e as cinco edições que formam o arco (Action Comics #844-846, 851 e Action Comics Annual #11) venderam, somadas à Action Comics Annual #10, onde foram publicadas várias histórias curtas relacionadas ao arco, e Action Comics #847, cerca de meio milhão de exemplares. De acordo com os registros da Diamond, empresa responsável pela distribuição das revistas nos Estados Unidos, a primeira edição da trama, Action Comics #844, foi a 19ª mais vendida em outubro de 2006, com cerca de 79 mil exemplares vendidos no mês de seu lançamento e mais 9 mil exemplares adicionais nos dois meses seguintes.
Action Comics #845 venderia 66 738 exemplares em novembro de 2006, se tornando a 32ª revista mais vendida daquele mês, e em dezembro do mês, cerca de 2 mil exemplares adicionais seriam vendidos. Em seu mês de lançamento, Action Comics #846 e Action Comics Annual #10 venderiam 64 542 e 62 763 exemplares, respectivamente. Action Comics #847 apresentaria resultados similares, vendendo 64 676 exemplares em Março de 2007. Nesse mesmo mês, as duas edições anteriores venderiam cada uma cerca de 2 mil exemplares adicionais. Action Comics #851 venderia mais de 76 mil exemplares em 2007: 46 859 de sua versão "comum" e 29 615 de sua versão impressa em 3-D enquanto a conclusão da trama, publicada no ano seguinte em Action Comics Annual #11, venderia apenas 54 307.

### Análise da crítica
Após o lançamento da primeira edição, surgiram várias críticas favoráveis. Mathan Erhardt do site "Comics Nexus" listaria vários pontos positivos no roteiro: todas as cenas eram bem-escritas, e a decisão de mostrar Superman perdendo o controle de seu temperamento e mostrando raiva foi vista como "ousada". A arte também receberia elogios. Segundo Erhardt, "a colorização de Stewart funde-se perfeitamente à arte de Kubert para criar páginas visualmente estimulantes" e o próprio Adam também mostrava ter evoluído como artista, mostrando muita influência da arte do próprio pai, Joe Kubert, mas um estilo próprio e agradável. Jason Sacks, do site "Comics Bulletin" elogiaria o "envolvente" roteiro de Johns e Donner, capaz de "prender" o leitor e deixá-lo curioso pela continuação da trama, mas destacaria o trabalho de Kubert: "Eu tenho certeza que a maioria dos comentários sobre essa revista focam-se na participação de Richard Donner, e por bons motivos. Mas eu quero tirar um minuto (...) para elogiar a arte de Adam Kubert. O seu irmão Andy é quem geralmente recebe os trabalhos nas revistas de maior destaque, mas Adam é um artista incrivelmente talentoso por seus próprios méritos. E parece ter herdado mais do estilo de seu pai do que o irmão. Sua arte é habilidosa e excitante, mas com um interessante toque grosso. O Superman de Kubert é um homem complexo, e você pode ver essa complexidiade em cada linha de seu rosto desenhado. Nós vemos todo um espectro de emoções nessa história, de raiva à animação até felicidade plena, e Kubert faz com que cada uma dessas emoções seja unicamente de Superman". Sacks também destacaria o talento de Kubert em retratar cenas de ação e destruição. No mesmo site, David Wallace também elogiaria a edição, mostrando que a trama destacava a importância da família e mostrava que os melhores desafios para Superman eram os problemas que se apresentavam com forte caráter emocional, e exigiam muito mais do que super-poderes para serem resolvidos. Wallace também destacaria o aspecto "widescreen" da arte de Kubert, com quadros amplos e páginas duplas. Na edição seguinte, Wallace apresentaria uma resenha igualmente favorável, novamente destacando a arte de Kubert, apontando-o como o principal responsável pelo sucesso da revista.

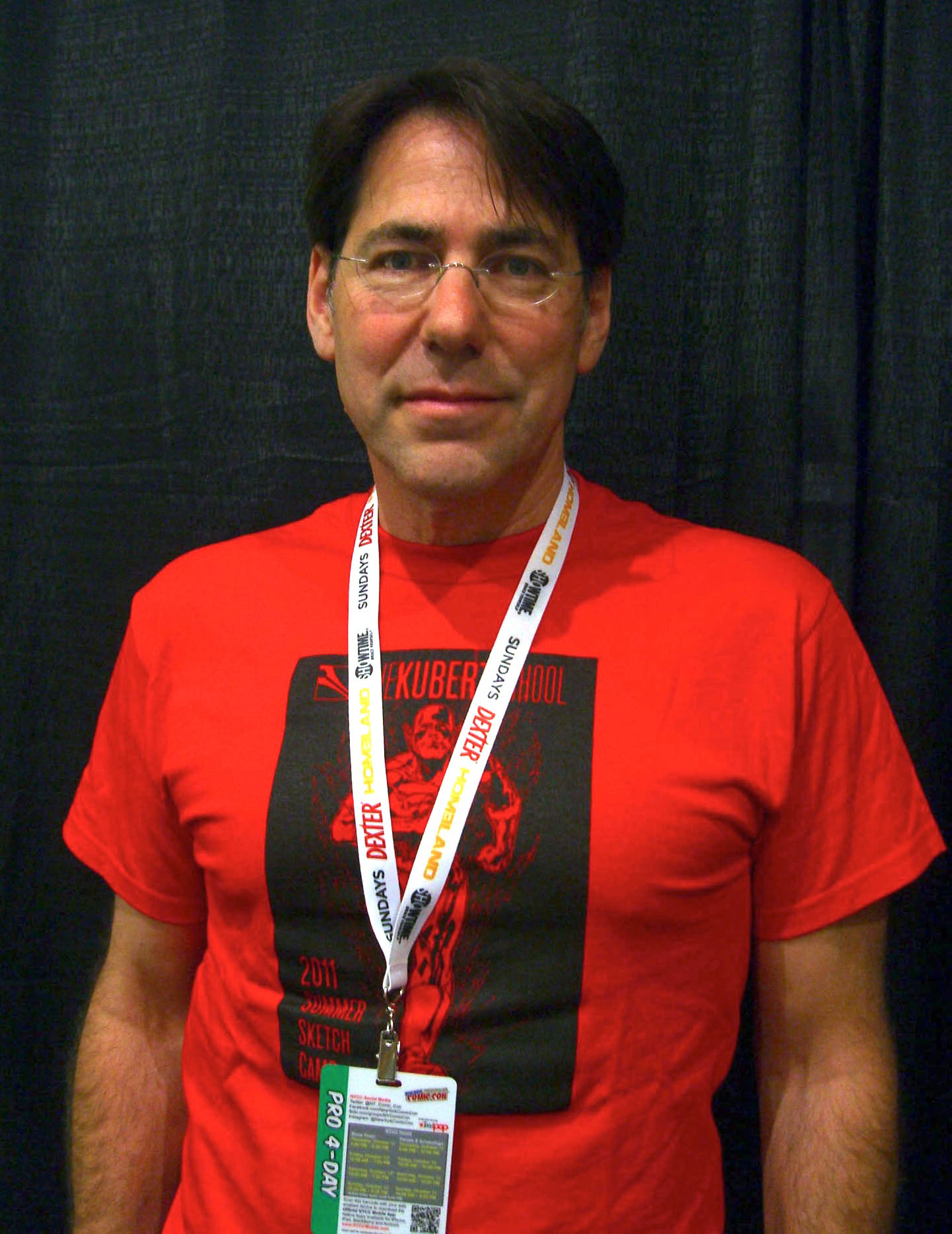
O desenhista Adam Kubert, responsável pela arte da trama, em foto de 2012. Com os atrasos, o trabalho de Kubert receberia mais críticas.

Action Comics #845 e #846 também receberam elogios nas resenhas produzidas pelos diferentes membros do "Comics Bulletin". Kevin Powers escreveria, em texto sobre a edição 846, que a história era tão boa que ele poderia reler as três primeiras edições sucessivas vezes até que a quarta parte, cujo atraso já havia sido anunciado, fosse lançada, pois a trama, ainda mais se vista em conjunto com as história relacionadas publicadas em Action Comics Annual #10, se mostrava como possivelmente "a história definitiva" do personagem. O próprio Powers já se mostraria bastante decepcionado com o quarto capítulo, quando este foi enfim publicado em Action Comics #851: "Atrasos acontecem, e eu não esperar pra conseguir ler esse arco inteiro, quando o terminarem, e eu tenho certeza que o acharei uma das melhores histórias de Superman já produzidas. Eu esperarei o tempo que for por uma história de Johns e Donner, mas eu simplesmente não acho que o trabalho de Kubert justifica a espera, especialmente com Johns e Donner continuando depois da conclusão desse arco, mas Kubert não". Sobre a arte, disse que se Kubert era a razão pela qual a série estava sofrendo atrasos, a editora deveria ter contratado um artista mais eficiente, porque "havia páginas onde a arte era fenomenal, e Kubert apresentava seu melhor trabalho, mas havia páginas com muitas inconsistências. Em alguns pontos a arte-final parecia muito pesada, e em outros momentos era o traço que estava exagerado", o que prejudicava a história.
A espera contribuiu para que Bryant Frattalone, do mesmo site, julgasse a edição "decepcionante", parecendo que tudo havia sido "apressado" na história e na arte para dar continuidade à trama esperada por meses. Em outra resenha, Shawn Hill apontaria que a parte mais interessante da edição era o segmento em 3-D, mas que por melhores e mais divertidas que essas cenas fossem, elas não cobriam o fato da história ser superficial, mas que prometia em sua última página uma exploração da mitologia do personagem para a continuação. Para Chris Murman, entretanto, "qualquer impacto que a última página deveria ter na opinião coletiva da história se perdeu por causa dos atrasos" e que a história apresentada na quarte parte não justificou a espera. Para Dave Wallace, os atrasos fizeram com que poderia ser uma edição interessante, por causa do segmento em 3-D, se tornasse uma experiência frustrante, e por melhor que a história fosse, seria melhor esperar que a publicação fosse concluída e a trama reunida num volume encadernado. Quando, enfim, a conclusão foi publicada em Action Comics Annual #11, a arte de Kubert foi novamente vista como decepcionante, com a própria conclusão da história sendo apontada como satisfatória, mas incapaz de atender às expectativas geradas pelos atrasos.
Dan Philips, do site IGN, criticaria a "inconsistência" no trabalho de Kubert: "Em alguns momentos a arte de Kubert é de tirar o fôlego, com cenários ricamente apresentados em algumas páginas maravilhosas. Da mesma forma, a capacidade de Kubert de apresentar cenas dinâmicas é exibida em algumas grandes cenas de luta, cheias de energia. Mas em outros momentos, o traço dele é simplesmente desleixado, parece apressado, em especial durante as cenas mais calmas e nos quadros mais fechados". Philips concluiria que, apesar dos atrasos, a trama ainda era interessante e divertida, mas que não era um produto ao nível de obras como All Star Superman, para justificar a demora em ser concluída.

### Legado

Bizarro, Zod, Superman e Ursa, na linha de bonecos lançadas pela DC Direct em 2007.

A trama inspirou uma série de bonecos articulados lançados pela linha DC Direct. Os quatro modelos, Bizarro, Zod, Ursa e Superman, tiveram seu design inspirado no traço do artista Adam Kubert e foram lançados em novembro de 2007. A série de bonecos representou uma mudança no funcionamento dos produtos da DC Direct, com a subsidiária passando a colaborar diretamente com artistas da editora produtos mais próximos das revistas em quadrinhos da DC Comics. Durante aproximadamente um mês, a escultura Karen Palinko trocou vários e-mails com o desenhista Adam Kubert, durante todo o processo de elaboração dos bonecos, para criar algo "fiel à visão de Kubert", que a ajudou a estabelecer modelos que respeitavam o traço estilizado das histórias, mas mantinham proporções realistas. Com os modelos prontos, os moldes foram enviados a uma fábrica em Hong Kong a produção dos produtos finais. Dentre os bonecos, destaca-se Bizarro: a figura apresenta uma boca aberta, algo raro em bonecos, e teve um ponto de articulação incluído em seu tronco para que pudesse ser posicionada de forma arqueada, conforme Kubert o retratava em seus desenhos.
Em 2011, quando a revista atingiu 900 edições, o site "Complex" publicou uma lista com "as 10 capas mais memoráveis",  e Action Comics #844 estava entre as selecionadas. Em 2013, quase uma década após a publicação da primeira edição, a trama foi incluída numa lista do site "IGN" das "25 melhores histórias de Superman" durante uma série de reportagens sobre os 75 anos do personagem. Outra lista, elaborada no mesmo ano por Peter Schmeiser, apontava a história como uma das "três histórias essenciais" do personagem, que poderiam ser lidas por qualquer pessoa, resumindo-a como umas das poucas histórias em que o personagem "não vencia". O "Comic Book Resources" também abordaria o aniversário da criação do personagem, elaborando uma lista de 75 histórias, cuja ordem foi escolhida após uma votação realizada entre os leitores do próprio site. Last Son ficou em 39º lugar.

## Chris Kent apósO Último Filhoe as demais histórias de Superman
Chris Kent apareceria como um dos personagens das histórias escritas por Kurt Busiek na revista Superman, incluindo O Terceiro Kryptoniano, publicada em 2007, como se Clark e Lois realmente o tivessem adotado, como fora cogitado durante parte da história apresentada em Last Son, mas somente quando a conclusão foi publicada que viu-se que o garoto acabou voltando para a Zona Fantasma. Em Action Comics Annual #11, Chris menciona que "conheceu Robin", entretanto, pela ordem em que a história acontece, não estava claro o tempo em que esse encontro teria ocorrido, pois toda a trama aparenta acontecer de forma contínua. Da mesma forma, não estava suficiente clara a ordem em que a história de Busiek publicada entre as edições 842 e 844 se encaixava com outras duas tramas de Johns, Escape from the Bizarro World e Superman and the Legion of Super-Heroes.

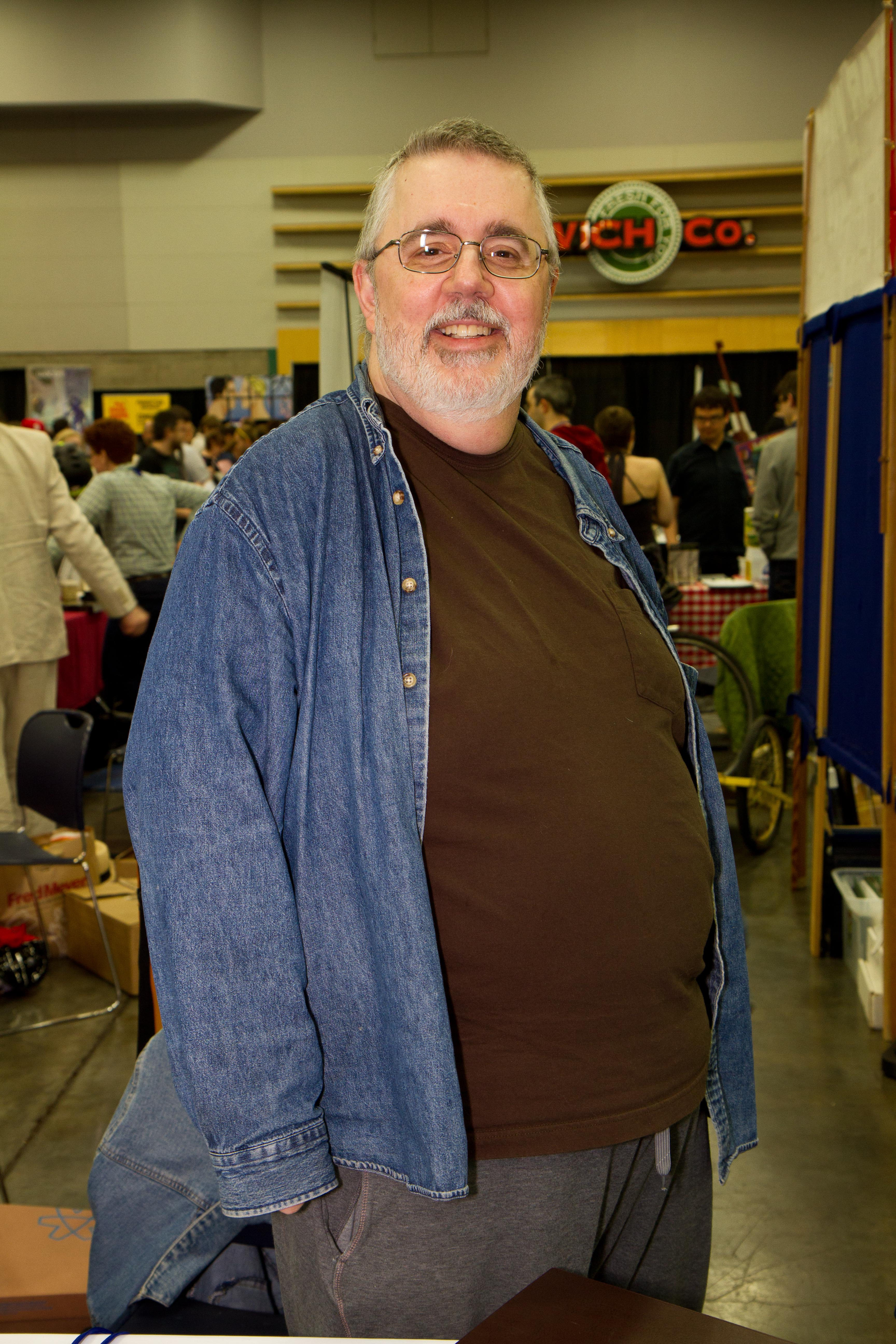
O escritor Kurt Busiek revelaria que o final de Chris Kent em Last Son ocorrera diferente do originalmente planejado pela equipe.

Em uma entrevista realizada após a publicação de Back in Action em Action Comics #841-843, Busiek detalharia seus planos para as próximas histórias em Superman, onde estava sendo publicada a história A Queda de Camelot, também de sua autoria.. Após a conclusão da primeira metade de A Queda de Camelot, haveria uma pausa na história para que o artista Carlos Pacheco pudesse ter uma folga e manter o cronograma para a publicação do restante da trama.
Durante a folga de Pacheco, Busiek planejava três histórias. Destas, duas seriam ao lado de Nicieza: uma detalhando os primeiros dias de Clark Kent em Metropólis e outra abordando os "Monarchs", o time de baseball da cidade. A terceira trama seria uma edição especial mostrando o destino de Krypto, o Super-Cão após Crise Infinita. Após a publicação destas, a segunda metade de A Queda de Camelot seria publicada e Busiek já planejava continuar abordando em seguida na revista os Novos Deuses, os vilões da Intergangue, uma nova versão da personagem "Rainha Inseto", além de mostrar a busca pelo terceiro kryptoniano.
Busiek chegou a elaborar o roteiro para a edição dedicada a Krypto, e após a arte ter sido concluída, a publicação da mesma foi cancelada após a equipe editorial tomar ciência de que elementos da história estavam sub judice, e o que impedia o seu lançamento enquanto não se resolvesse a disputa nos tribunais.
A Queda de Camelot seria retomada em abril de 2007, com a publicação de Superman #662. Na edição, Superman usaria a tecnologia deixada pelo Leiloeiro para testar a heroína Poderosa, e descobriria que, embora ela fosse kryptoniana, por vir de outra dimensão, ela não seria a pessoa indicada pelas leituras do Leiloeiro. Superman também observaria que a chegada de Chris ao planeta teria se dado após os eventos envolvendo o Leiloeiro, e que Krypto estaria desaparecido há mais de um ano. Incapaz de encontrar uma resposta, ele cogita pedir ajuda a Batman. Na mesma edição, Superman colabora com a reconstrução do Planeta Diário, que fora atacado por Bizarro.
A "discrepância cronológica" na continuidade, criada pela menção dos eventos de Action Comics na história de Busiek levou o editor Matt Idelson a explicar que a primeira parte de Camelot Falls ocorria antes do início de Last Son e das demais histórias publicadas até a edição 850 de Action Comics e que as história da segunda metade ocorriam de forma quase simultânea.
Idelson esclareceria após a publicação do final de Last Son, em 2008, que a equipe não podia esperar a conclusão da história e impedir que Busiek utilizasse Chris em suas histórias na revista Superman, e que a única explicação aceitável seria de que entre a página 9 e 10 de Action Comics #846, quando Lois e Clark levam Chris para o Planeta Diário, teriam se passado várias semanas, nas quais aconteceram as histórias de Busiek em que o garoto aparecia.
Admitindo que é difícil conciliar todas as histórias, por nem sempre se conseguir respeitar a sequência e o cronograma de publicação originalmente planejado, Idelson colocaria Last Son como a história que aconteceria primeiro, seguida por "Escape from the Bizarro World" e "3-2-1- Action", a história de Busiek publicada em Action Comics, cuja conclusão se daria ao mesmo tempo em que ocorrera "Superman and the Legion of Super-Heroes", e a partir daí as história ocorreriam de forma simultânea.
Em uma entrevista realizada após ter deixado de ser responsável pelos roteiros de Superman, Busiek esclareceria que o plano original para o personagem era outro:
"Originalmente, ele iria continuar [na Terra] após o final de 'Last Son' e partir [de volta para a Zona Fantasma] somente num momento posterior, o que acredito envolveria a trama de 'Superman and the Legion of Super-Heroes', mas essa história acabaria sendo publicada antes que 'Last Son' pudesse ser concluída. O que quer que Geoff [Johns] tivesse planejado para o personagem, ele foi impedido de fazer porque ele precisava terminar 'Last Son' antes de seguir utilizando o personagem, e os eventos que poderiam ter sido mostrados, e poderiam influenciar outras histórias, acabariam não acontecendo por causa da bagunça no cronograma"— Kurt Busiek, em 2008
Quando o escritor James Robinson foi anunciado como o substituto de Busiek em Superman, no início de 2008, tanto Johns quanto ele declararam ter planejado estabelecer uma maior ligação entre as revistas, e que cada um deles escreveria um arco diferente (A Chegada de Atlas e Brainiac) que resultariam numa história que seria publicada no final daquele ano tanto em Action Comics quanto em Superman e Supergirl. Essa história, posteriormente se revelaria, seria o início da saga "Novo Krypton". Ao final de Brainiac, Superman consegue resgatar a cidade engarrafada de Kandor, e a mesma é revertida ao seu tamanho original, revelando uma população de cerca de cem mil kryptonianos.
Uma versão adulta do personagem apareceria nas histórias relacionadas à saga "Novo Krypton", a partir de Action Comics #875. O escritor Greg Rucka apresentaria o personagem inicialmente como um adolescente de 16 anos, que adotara a identidade de "Asa Noturna" ao lado de outra kryptoniana, "Thara Ak-Var".
No início da trama de Rucka, o corpo de Chris passaria por um processo de envelhecimento, passando em minutos de 16 para 23 anos. Rucka explicaria que as mudanças no personagem se davam pela sua origem: apesar de ter DNA kryptoniana, ele havia nascido dentro da Zona Fantasma, e essa combinação, junto com o sol amarelo da Terra, lhe deu essa capacidade de crescimento diferenciada.
Posteriormente, Rucka escreveria ainda em 2009 Action Comics Annual #12, onde é apresentada a origem do relacionamento entre os dois e o que teria acontecido com Chris após seu retorno à Zona Fantasma e concluiria sua história com os personagens em 2010, permanecendo como escritor da revista até a edição 889 com Eddy Barrows como desenhista. A partir de Action Comics #890, com a conclusão de Novo Krypton, o escritor Paul Cornell passaria a ser o roteirista da revista, numa nova trama protagonizada pelo vilão Lex Luthor.